# Franz Brochier

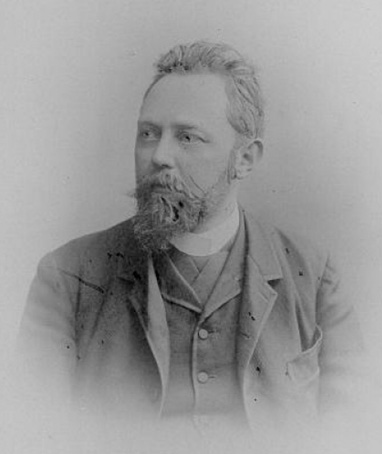
Franz Brochier

Franz Brochier (* 16. Mai 1852 in München; † 22. September 1926 in Nürnberg) war Architekt König Ludwigs II. von Bayern, des Münchner und des Bamberger Kunstgewerbevereins und Direktor der Königlichen Kunstgewerbeschule Nürnberg.

## Leben
Franz Brochier, der sich neben der Architektur besonders dem Kunstgewerbe widmete, wurde wegen seiner exakt kopierenden Entwürfe von König Ludwig II. von Bayern geschätzt. Gleichzeitig arbeitete er für das Münchner Kunstgewerbe. Nach dem Tod Ludwigs orientierte er sich neu, wie Arbeiten für den Kunstgewerbeverein in Bamberg und in Norddeutschland belegen. Als Direktor der Kunstgewerbeschule Nürnberg ab 1897 förderte er einen reduzierten Heimatstil, weniger den damals modernen Jugendstil.

## Werke (Auswahl)
- Pläne für die Innenausstattung für Schloss Linderhof und Herrenchimsee
- 1877 Entwurf für einen Ebenholzschrank mit Silber- und Elfenbein-Einlegearbeiten mit den Bildern von zwei Musen auf den Türen. Ausgestellt war dieser Schrank bereits ein Jahr vor der Veröffentlichung in München auf der Kunst- und Kunstindustrie-Ausstellung. In Bamberg wurde der Entwurf der Türen 1892 als Vorlage für ein Glasgemäldefenster verwendet.
- 1881 Ehrengaben Königs Ludwigs II. von Bayern und Kaiser Wilhelms für das 7. Deutsche Bundesschießen zu München gefertigt
- In seiner Münchner Zeit er mehrfach Entwürfe für Kunstschlosser-Arbeiten
- Tafel- und Schausilber, Kandelaber und Prunkvasen für den Spiegelsaal im Neuen Schloss Herrenchiemsee
- 1883 Schreibzeug und eine Waschgarnitur aus Meißener Porzellan für das Schlafzimmer des kleinen Appartements in Herrenchimsee.
- 1886 silberne Urne für das Herz des verstorbenen Königs zur Aufbewahrung in der Gnadenkapelle der Muttergottes von Altötting
- Entwürfe für Räume des Fürstliches Residenzschloss Detmold
- 1886 einen Tafelaufsatz für König Karl I. von Rumänien
- 1888 Konzepte für die „Deutsch-Nationale Kunstgewerbeausstellung“ in München: Ausstellungsgebäude für die Theresienwiese, am Isarkai ein temporäres Ausstellungsgebäude und am Isartor ein Gebäude für die I. Kraft- und Arbeitsmaschinenausstellung.
- 1896 für die 2. Bayerische Landesausstellung  Entwurf von fünf Zimmer für den Bamberger Gewerbeverein
- 1896 Ausstattung für eine Kapelle (Neuausstattung der Maternkapelle in Bamberg)
- 1898 Restaurierung des Rokoko Festsaal im Altes Rathaus (Bamberg)
- 1893–1896 Neubau eines barocken Festsaals und von Gesellschaftsräume für das Bückeburger Schloss
- 1893 „Juror“ für Industrie-Erzeugnisse auf der Weltausstellung in Chicago Hier wurden auch mehrere Gegenstände nach seinen Entwürfen ausgestellt, so ein Piano und ein Wandbrunnen
- 1897 die Festbauten für das 12. Deutsche Bundesschießen
- 1897/1898 das Geschäftshaus Leykauf Nürnberg, in der Karolinenstraße (zerstört 1945)
- 1902–1903 den Ausbau der Elisabethenkirche, Nürnberg
- 1911 Würzburg, St.-Adalbero-Kirche, Entwurf des Ziboriums-Hochaltar
- 1896 Entwurf der Jubiläumslade des Deutschen Brauerbundes
- 1896 spätgotische Pokal mit einer Darstellung auf seinem Deckel der Nürnberger Burg, die seit der Reichsgründung als nationales Symbol galt
- Zum 80. Geburtstag des Prinzregenten Luitpold 1901 Entwurf eines großen Pokal
- Besonders tat sich Brochier auch mit seinen vielen Entwürfen für das Kunsthandwerk hervor, so für Schmuck, Schreibzeug, Möbel, Porzellan, Tafelaufsätze und Pokale etc. Nicht unerwähnt sollen seine graphischen Arbeiten sein.